# Иж (мотоцикл)
Иж — советская и российская марка мотоциклов, разработанных и выпускавшихся с 1929 по 2008 год в городе Ижевске на заводе «ИЖМАШ».
В 1928 году на Ижстальзаводе под руководством инженера П. В. Можарова были созданы чертежи, а в 1929 году изготовлены образцы первых «Ижей». Попытки же создать первые опытные образцы русских мотоциклов были предприняты в 1914—1918 годах московским заводом «Дукс», но они не увенчались успехом. Можно рассматривать три периода истории мотоциклостроения: производство опытных образцов, серийное производство, массовое производство.

## Производство опытных образцов
Производство опытных образцов мотоциклов (Иж-1, Иж-2, Иж-3, Иж-4, Иж-5) в мастерских «Мотосекции» на Ижевском оружейном заводе в период 1928−29 гг.
За считанные месяцы были разработаны, изготовлены и подготовлены к участию во Всесоюзном мотопробеге пять мотоциклов пяти различных моделей. Наиболее удачными были мотоциклы — колоссы «Иж-1» и «Иж-2» с двухцилиндровыми V-образными двигателями рабочим объёмом 1200 см³ и максимальной мощностью 24 л. с. Для своего времени это были чрезвычайно оригинальные и передовые конструкции. Коленчатый вал двигателя располагался продольно, крутящий момент на заднее колесо передавался от трёхступенчатой коробки передач, выполненной в блоке с двигателем, карданным валом. Массивная штампованная рама и передняя вилка, сочетавшая свойства параллелограммной и рычажной, были навеяны идеями конструктора Эрнста Нойманна-Неандера[de], с которым Можаров познакомился во время стажировки в Германии. Нижняя часть рамы служила также и корпусом глушителя — эта особенность была характерна для всех пяти мотоциклов первой серии. «Иж-2» отличался вентилятором для охлаждения двигателя и приводом на колесо коляски. «Иж-3» имел двухцилиндровый V-образный 750-кубовый двигатель «Вандерер», коленчатый вал которого был расположен поперечно, и привод на заднее колесо цепью, работавшей в герметично закрытом кожухе, заполненном маслом.
«Иж-4» — один из самых лёгких из пятёрки, отличался одноцилиндровым двухтактным двигателем «Шток» и приводом на заднее колесо валом.
«Иж-5», прозванный «Композиция», был создан с использованием агрегатов 500-кубового мотоцикла «Неандер», но с оригинальной передней вилкой и изменённой рамой.
Все эти мотоциклы приняли участие во Втором Всероссийском мотопробеге, состоявшемся в сентябре-октябре 1929 года, и успешно прошли 3300 км — не только трассу пробега, но и расстояние от Ижевска до Москвы. После окончания пробега самая маленькая из экспериментальных моделей — «Иж-4» — был рекомендован для серийного производства. Однако «Ижстальзавод» получил более важный заказ, и первый опыт мотопроизводства не получил продолжения. Но Можаров на этом не остановился и перебрался со своей группой в Ленинград, где принялся за разработку лёгкого мотоцикла «Л-300» по документации, привезённой с немецкой фирмы DKW.

## Серийное производство
Серийное производство на мотозаводе (Иж-7, Иж-8, Иж-9, Иж-12) в период 1933—1941 гг.
К началу 30-х годов мотоциклы не изготавливались. Несмотря на это над созданием отечественного мотоцикла работали отдельные инициативные группы энтузиастов в Москве, Ленинграде, Харькове, в том числе П. В. Можаров — в Ижевске. Комиссия экспертов Президиума ВСНХ СССР рассмотрела вопрос о строительстве большого мотоциклетного завода и пришла к выводу, что наиболее подходящим местом для его размещения будет Ижевск. В городе существовал полный комплекс машиностроительного производства — от выплавки стали до изготовления сложного инструмента и станков, рабочие обладали необходимой квалификацией, не было затруднений и в поставке сырья. Здесь, на базе фабрики охотничьих ружей фабриканта Березина, расположенной на улице Базарной, и началось строительство Опытного мотоциклетного завода.
Сначала на этом заводе планировали выпускать тяжёлый мотоцикл «НАТИ-А-750», спроектированный под руководством П. В. Можарова. Мотоцикл имел двухцилиндровый V-образный двигатель рабочим объёмом 747 кубических см., характерную для можаровских мотоциклов штампованную раму, и достигал мощности 15 л. с. К 1 мая 1933 года были изготовлены 4 первые мотоцикла. Параллельно были собраны и опытные экземпляры лёгких мотоциклов «Иж-7» по документации, полученной из Ленинграда. Фактически это были двойники модели «Л-300» (та самая, разработанная Можаровым копия «ДКВ-Люксус-300») — двухтактный одноцилиндровый двигатель с поперечной продувкой, трёхступенчатая коробка передач, привод на заднее колесо цепью, рама из штампованных элементов, собранная на болтах, параллелограммная передняя вилка, неподрессоренное заднее колесо. Но «Иж-7» подвергся печально знакомой нам операции «снижения трудоёмкости»: исчезли багажник и передние щитки, плоские подножки были заменены на круглые, вращающуюся ручку газа заменила поворотная манетка, привод декомпрессора не дистанционный, а краником на головке цилиндра.
В конце концов для серийного производства был избран именно «Иж-7». Правда, из 12 мотоциклов, изготовленных в 1933 году, почти все вернулись на завод — подвела система зажигания. Но вскоре «детские болезни» были преодолены, и в 1934 году завод выпустил уже 111 мотоциклов.
В начале 1938 года на смену «Иж-7» пришла новая модель «Иж-8». 300-кубовый двигатель получил петлевую продувку с двумя продувочными каналами, за счёт чего мощность повысилась с 5,5 до 8 л. с. Совершеннее стала и система электрооборудования — вместо маховичного магнето машина стала оборудоваться генератором и аккумулятором. А в 1940 году началось производство модели «Иж-9», с увеличенной до 9 л. с. мощностью. Тогда же из Ленинграда была получена документация на мотоцикл «Л-8», оснащённый 4-тактным верхнеклапанным двигателем рабочим объёмом 348 см³ и максимальной мощностью 13,5 л. с. Для ускорения освоения новой модели было решено применить ходовую часть мотоцикла «Иж-9». Серийное производство нового мотоцикла, получившего обозначение «Иж-12», должно было начаться летом 1941 года. Однако дальнейшему развитию мотоциклостроения на заводе помешала война.

## Массовое производство
Массовое производство ведётся на Ижевском машиностроительном заводе (в настоящее время это ОАО «Ижмаш» и ДОАО «Ижмаш-Мото») в период с 1946 года и по 2008 год, за который выпущено около 11 миллионов мотоциклов различных моделей. Завод обанкротился в 2008 году.
В 1946 году завод получил оборудование, чертежи и технологии, вывезенные из Германии в счёт репараций, и освоил производство мотоцикла «Иж-350» — сделал копию немецкого «DKW NZ-350». Он представлял собой смесь разновидностей немецкого мотоцикла. Так, картер был из алюминиевого сплава, как у ранних моделей, но грязевые щитки — как у более поздних, выпускавшихся уже во время войны. Мотоцикл был адаптирован под отечественное электрооборудование и приборы. В целом же общий вид и конструкция были практически аналогичны с германским оригиналом. Для своего времени это был довольно современный, простой и надёжный мотоцикл. Было решено поставить производство мотоцикла на оружейном заводе.
Характерной чертой советской мотопромышленности в 40-60-х годах был выпуск спортивных модификаций дорожных мотоциклов. Заложив основу для развития массового мотоспорта, они стали в то же время «испытательными стендами» для проверки тех решений, которые затем применялись на серийной продукции. В 1948 году в Ижевске был изготовлен мотоцикл «Иж-350С» с телескопической передней вилкой, заменившей архаичную параллелограммную. Заднее колесо получило свечную подвеску с пружинно-гидравлическими амортизаторами. Двигатель имел алюминиевый цилиндр с чугунной гильзой. Мощность его возросла до 14 л. с. В 1950 году началось серийное производство усовершенствованного варианта спортивного мотоцикла «Иж-50».
В 1951 году в сжатые сроки конструкторы создали более совершенную модель «Иж-49». За счёт применения передней вилки телескопического типа, задней подвески с гидравлическими амортизаторами и других усовершенствований повысилась комфортабельность езды и надёжность в эксплуатации, улучшилась проходимость мотоцикла в плохих дорожных условиях. Без остановки производства был осуществлён переход на массовый выпуск мотоциклов «Иж-49», завоевавший всеобщую популярность у населения нашей страны и открывший дорогу на зарубежные рынки. Это была первая модель ижевских мотоциклов с боковым прицепом, производство которой организовали в Вятских Полянах. Впоследствии была выпущена опытная партия машин с колясками.
В 1955 году началось производство нового семейства спортивных мотоциклов с трубчатой сварной рамой и маятниковой задней подвеской. «Иж-54» для шоссейно-кольцевых гонок имел двигатель мощностью 18 л. с., а «Иж-55» для кроссовых и многодневных соревнований — 16 л. с.
Конструкторская группа, работающая над проектированием мотоциклов выделилась в специальное бюро. В 1956 году появилась новая модель — «Иж-56», а в скором времени завод уже выпустил их опытную партию. По своей конструкции мотоцикл существенно отличался от ранее выпускаемых. Штампованная рама стала трубчатой, были предусмотрены глубокие щитки колёс, защищающие водителя от пыли и грязи, седло из губчатой резины с чехлом. Карбюратор и воздухоочиститель закрыли кожухами, которые в сочетании с инструментальными ящиками придали машине хороший внешний вид. Колеса с прямыми спицами стали взаимозаменяемыми. Он был на 20 процентов мощнее своего предшественника, мощность двигателя повысилась до 13 л. с. Неудивительно, что «Иж-56» стал более массовой моделью. Его «тираж» за время выпуска составил 680 тысяч штук, из которых 130 тысяч были оснащены боковым прицепом. В целом машина стала более современной.
В дальнейшем в содружестве с работниками центрального конструкторского экспериментального бюро создаётся и испытывается ряд опытных образцов мотоциклов и отдельных узлов. Группа перспективного проектирования конструирует мотоциклы «Сатурн», «Орион», «Сириус». Наиболее оригинальным из них был «Сатурн» — машина класса 250 см³. В отличие от обычного мотоцикла со сварной рамой это была безрамная модель. Бензобак, рулевая колонка и инструментальные ящики представляли собой единый целый узел, в нижней части которого подвешивался двигатель. В это же время создаётся несколько модификаций спортивных машин. На базе первых дорожных мотоциклов «Иж-350» и «Иж-49» появляются спортивные машины «Иж-350С», «Иж-50», «Иж-50А», «Иж-50Б», на которых наши спортсмены начинают принимать участие в мотоциклетных соревнованиях и успешно защищать честь марки «Иж».
В 1954−55 годах были разработаны модели мотоциклов «Иж-54» и «Иж-54А» для шоссейно-кольцевых гонок. Их двигатели развивали мощность до 20 л. с. Выступая на этих машинах, наши спортсмены, в том числе мастер спорта В. Медведев, завоевали звание чемпиона СССР и заняли призовые места. Примерно в этот же период создаются мотоциклы «Иж-55М» и «Иж-55К» для многодневных и кроссовых соревнований. В дальнейшем они заменяются более надёжными моделями «Иж-57М» и «Иж-57К».
На вторую половину 1958 года перед конструкторами бюро встала новая задача — подготовка к выпуску мотоцикла «Иж Юпитер». Ижевские машиностроители демонстрировали опытный образец новой модели на Всемирной выставке в Брюсселе уже в 1957 году. Мотоцикл сначала именовался «ИЖ-58», а затем переименован в «Иж Юпитер». Мотоцикл сохранял экипажную часть «Иж-56», но имел совершенно новый двухцилиндровый мотор. Первые опытные образцы показали весьма хорошие результаты. Мощность двигателя была доведена до 18-19 л. с., мотор имел оригинальную конструкцию раздельных цилиндров. Более удобной в эксплуатации была и коробка переключения передач. Улучшена смазка подшипников. Производство двигателя было организовано на Ижевском механическом заводе. Серийный выпуск начат в 1961 году. Выпуск мотоцикла производился в двух модификациях — как для езды в одиночку, так и с боковым прицепом.
С 1962 года на базе машины «Иж-56» освоено производство мотоцикла «Иж Планета». Экипажная часть этой модели была максимально унифицирована с «Иж-Юпитером». Гарантийный пробег «Иж-Планеты» по сравнению с «Иж-56» возрос на 2000 км, а срок службы цилиндра и деталей поршневой группы благодаря применению контактно-масляного воздухоочистителя увеличен в полтора раза.
Период 1966−70 годов для мотоциклостроителей ознаменовался освоением новых дорожных мотоциклов «Иж Планета-2» и «Иж Юпитер-2».
1971−75 годы были посвящены выпуску дорожных мотоциклов «Иж Планета-3», «Иж Юпитер-3», «Иж-Юпитер-3К», «Иж Планета Спорт». В перечисленных марках мотоциклов сочетаются надёжность в эксплуатации удобство в обслуживании. С приобретением опыта по разработке конструкций, оснащением производства новым прогрессивным оборудованием, появлением новых материалов сократился период разработки новых моделей и увеличился объём их выпуска, улучшились эксплуатационные качества. Примером может служить «Иж Юпитер-3», мощность которого по сравнению с предшественником возросла почти на 40 процентов. Моделям «Иж Планета-3» и «Иж Юпитер-3» был присвоен государственный Знак качества. Их выпуск доведён в 1975 году до 250 тысяч в год.
Особняком стоит мотоцикл «Иж Планета Спорт», разработанный в 1973 году. Это совершенно новая модель, которая отличалась от немецкой. Первые годы мотоцикл был с импортными комплектующими. Двигатель в сочетании с японским карбюратором Микуни развивал мощность 32 л. с., к тому же здесь впервые была применена новая раздельная система смазки. Эта модель пользовалась большой популярностью среди молодёжи. В дальнейшем завод отказался от импорта и стал заменять комплектующие на отечественные, что привело к изменению облика мотоцикла в худшую сторону, двигатель стал развивать только 28 л. с., да и надёжность упала. Готовилась к производству модель ИЖ-ПС 01 с унификацией некоторых узлов с дорожными моделями, но решено было совсем снять эту легендарную модель с производства
В начале 80-х годов завершилось строительство нового комплекса по производству мотоциклов. Высокоавтоматизированный, оснащённый подвесными сборочными конвейерами, он был рассчитан на выпуск 450 тысяч единиц техники в год. В 1981 году в новом комплексе началось производство мотоциклов «Иж Юпитер-4». А в 1982 году появилась «Иж Планета-4» с новым 12-вольтовым электрооборудованием.
С 1985 года началось производство мотоцикла «Иж Юпитер-5» с двигателем, мощность которого была снижена с 28 до 24 л. с. Появилась кнопка «аварийного запуска», отключавшая все приборы, кроме зажигания, при запуске с подсевшим аккумулятором. «Иж Планета-5», выпущенная в 1987 году получила значительно обновлённый двигатель мощностью 22 л. с. и новую внешность: бензобак, облицовки и приборный щиток. Вскоре подобным образом изменился и «Юпитер». В этот же период, на основе японского двигателя ХТ-550, были спроектированы и изготовлены опытные образцы перспективных и по сей день мотоциклов «Орион», «Марафон» и «Спринтер». По своему дизайну и характеристикам это были очень современные и смелые модели.
За весь период производства ижей цветовая гамма была не велика, так рама красилась в классически чёрный цвет в остальном преобладал голубой, красный, светло-коричневый.
Главными конструкторами мотостроения Ижевского машзавода в наиболее успешные советские годы работали А.А. Модзелевский, С.Я. Фишер, Г.Л. Писарев, Н.И. Слесаренко, В.А. Абрамян, В.А. Умняшкин.
В период 1992−96 годов разработаны грузовой боковой прицеп «Иж 9.204» и грузовой модуль «Иж 9.604 ГР». Конструкция грузового модуля была разработана таким образом, чтобы его можно было установить на любой мотоцикл семейств «Планета» или «Юпитер». Установив грузовой модуль вместо заднего колеса и маятниковой вилки мотоцикла, получается трёхколёсный грузовой мотоцикл с симметричным расположением колёс. Наличие раздаточной коробки, блокировки дифференциала, заднего хода расширяет сферу использования мотоцикла.
С 1995 по 1998 годы разрабатывалась гамма стационарных двигателей: СД 101 — на базе двигателей «Иж-ПС» и СД 1012 — на базе двигателя «Иж-П-5». Одновременно с разработкой центробежного самовсасывающего насоса Иж НЦС спроектирована мотопомпа «Иж МП-1» с двигателем СД 1012.
1997 год ознаменовался разработкой мотоцикла «Иж 6.92001» для перевозки противопожарного оборудования (мотопомпы, набора пожарных рукавов, огнетушителя и т. п.) и грузового мотоцикла «Иж 6.920ГР» с двигателем «Иж-Ю-5» Сб.1-08.10 жидкостного охлаждения, разработанным на Ижевском механическом заводе в 1990-92 годах.
В период 1996−2000 годов появилась принципиально новая модель — мотоцикл «Иж 6.113-05» (он же «Юнкер») в стиле чоппер.
Московский мотовзвод ГИБДД, в целях поддержки отечественного производителя, в качестве эксперимента несколько лет использовал модели «Иж-Юнкер».
 По различным причинам, в дальнейшем, руководство московского ГИБДД отказалось от продолжения закупок мотоциклов марки «Иж».
В связи с большими долгами, завод ИЖмото в 2008 году был законсервирован на неопределённый срок, а большая часть оборудования была распродана.
Глава госкорпорации «Ростех» Сергей Чемезов 17 мая 2018 года доложил В. В. Путину, о том, что завершена разработка мотоцикла «Кортеж», предназначенного для сопровождения президентского кортежа. Кроме того сообщается, что данное изделие выйдет на рынок под маркой «Иж» и оно будет полностью электрическим, а его внешний вид будет вписан в модельный ряд марки представительского класса «Aurus».

## Список моделей

### Дорожные мотоциклы
Сведения объединения «Ижмаш» о количестве по выпуску моделей на 1 январь 1986 года.
- Иж-350 (1946—1951 гг.) выпущено 127 090 экз.
- Иж-49 (1951—1956 гг.) выпущено 507 603 экз.
- Иж-56 (1956—1962 гг.) выпущено 677 428 экз.
- Иж Юпитер (1961—1966 гг.) выпущено 447 747 экз.
- Иж Планета (1962—1966 гг.) выпущено 405 303 экз.
- Иж Планета-2 (1965—1971 гг.) выпущено 246 486 экз.
- Иж Юпитер-2 (1965—1971 гг.) выпущено 766 487 экз.
- Иж Планета Спорт (1973—1984 гг.) выпущено 215 210 экз.
- Иж Планета-3 (1970—1977 гг.) выпущено 478 496 экз.
- Иж Планета-3-01 (1977—1981 гг.) выпущено 400 842 экз.
- Иж Планета-3-02 (1981—1985 гг.) выпущено 216 101 экз.
- Иж Юпитер-3 (1971—1977 гг.) выпущено 296 711 экз.
- Иж Юпитер-3-01 (1977—1980 гг.) выпущено 471 246 экз.
- Иж Юпитер-3-02 (1979—1981 гг.) выпущено 254 316 экз.
- Иж Юпитер-4 (1982—1985 гг.) выпущено 1 068 678 экз.
- Иж Планета-4 (1983—1987 гг.) выпущено 167 092 экз.
- Иж Планета-5 и модификации (1987—2008 гг.)
- Иж Юпитер-5 и модификации (1985—2008 гг.)
- Иж Планета-6 прототип (разработка 1985–1987 гг.)
- Иж Планета-7 прототип (разработка 1987–1991 гг.)
- Иж Юнкер (1999—2005 гг.) выпущено 6 000 экз.
- Иж Корнет прототип (разработка 1989–1991 гг.)
- Иж Орион прототип (разработка 1988–1991 гг.) по лицензии Yamaha XT550

### Спортивные мотоциклы
Предназначены для участия в различных спортивных мероприятиях. Создавались обычно на базе дорожных мотоциклов. Так, например, базой для Иж-50 является Иж-49.
- Иж-350С (1948 г.)[7]
- Иж-50 универсальный (1950 г.)[8]
- Иж-50А для многодневных соревнований [9]
- Иж-50Б для кроссовых соревнований)[9]
- Иж-51 (1951 г.)[8]
- Иж-54 для шоссейно-кольцевых гонок
- Иж-54А для шоссейно-кольцевых гонок[10]
- Иж-55 для кроссовых и многодневных соревнований
- Иж-57К для мотокросса[9]
- Иж-57М для многодневных соревнований[9]
- Иж-60М для многодневных соревнований[10]
- Иж-60МС для многодневных соревнований[10]
- Иж-61К для мотокросса[11][12] (1961 г.)
- Иж-62Ш для кольцевых гонок[13][10]
- Иж-64К для мотокросса[14]
- Иж-64М для многодневных соревнований[14][15][16]
- Иж-65М для многодневных соревнований (для участия команды СССР в 41-х международных многодневных гонках в Швеции в 1966 г.)
- Иж-М10 для многодневных соревнований[16] (18 специальных дорожных мотоциклов для участия сборной команды СССР в 42-х международных многодневных соревнованиях в Польской народной республике в 1967 г.)
- Иж-К11 для мотокросса[17]
- Иж-М11 для многодневных соревнований
- Иж-Ш11 для кольцевых гонок[14][17]
- Иж-М12 для многодневных соревнований[16] (изготовлены для участия сборной СССР в чемпионате Европы и в 43-х международных соревнованиях в Испании в 1968 г.; в начале 1968 года были изготовлены с рабочим объёмом 250 куб.см. — 6 штук, 350 куб.см. — 8 штук и 500 см³ — 4 штуки; изготовлены для участия сборной команды СССР в чемпионате Европы и в 44-х международных соревнованиях в 1969 г.)
- Иж-К12А (изготовлены для участия сборной команды СССР в чемпионате Европы и в 44-х международных соревнованиях в 1969 г.)
- Иж-Ш12 для кольцевых гонок[14]
- Иж-К13 для мотокросса
- Иж-К14 для мотокросса[14]
- Иж-М14 для многодневных соревнований[14]
- Иж-К15 для мотокросса[18]
- Иж М15 для многодневных соревнований[18]
- Иж-К16 для мотокросса
- Иж М16 для многодневных соревнований

### Гоночные мотоциклы
Гоночные мотоциклы — изготовленные или специально подготовленные для участия в скоростных гонках. Их нельзя использовать в других соревнованиях или в качестве дорожных.
- Иж-54-С2 для линейных и кольцевых шоссейных соревнований

### Спецтехника
- Иж (ДПС) Юпитер-5
- Иж (ДПС) Юнкер
- Иж Самсон (мотовездеход)
- Иж ГР (грузовой)
- Иж 6.92001 (мотоцикл для пожаротушения)
- Мотопомпа